# Condado de Weston
O Condado de Weston é um dos 23 condados do Estado americano do Wyoming. A sede do condado é Newcastle, que é também a sua maior cidade. O condado tem uma área de 6216 km² (dos quais 5 km² estão cobertos por água), uma população de 7208 habitantes, e uma densidade populacional de 1,2 hab/km² (segundo o censo nacional de 2010). O condado foi fundado em 1890.